# Jaeger Hills
Jaeger Hills är en kulle i Antarktis. Den ligger i Västantarktis. Argentina, Chile och Storbritannien gör anspråk på området. Toppen på Jaeger Hills är 1 000 meter över havet.
Terrängen runt Jaeger Hills är kuperad söderut, men norrut är den platt. Trakten är obefolkad. Det finns inga samhällen i närheten.